# ۵۰ کیلو آلبالو
۵۰ کیلو آلبالو فیلمی به کارگردانی مانی حقیقی، نویسندگی فرهاد توحیدی و مانی حقیقی و همچنین تهیه‌کنندگی مصطفی شایسته و محمد شایسته محصول سال ۱۳۹۴ هجری شمسی است.

## خلاصه داستان
داستان از مجلس عروسی مرجان (مونا احمدی) آغاز می‌شود. در میانه‌های عروسی مأموران برای دستگیری داماد خلافکار (سروش صحت) وارد می‌شوند و میهمانان هم فرار می‌کنند. در این میان ریختن آب آلبالو روی پیراهن داوود گرامی (ساعد سهیلی) باعث می‌شود تا دوست داوود، مجید (علی صادقی) که خیال می‌کند او تیر خورده لباس‌های او را در بیاورد و او را به داخل اتاق ببرد، آیدا صوفی (هستی مهدوی‌فر) هم تصادفاً به همان اتاق می‌رود و یک مأمور آن‌ها را باهم می‌بیند مرجان در اتاق را قفل می‌کند تا داماد خلافکار نتواند فرار کند، داوود که نمی‌تواند از اتاق خارج شود تا لباس‌های خود را به تن کند یک مانتو زنانه می‌پوشد و از خانه خارج می‌شود، او سوار ماشین آیدا می‌شود ماشین آن‌ها با ماشین پلیس تصادف می‌کند و مأموران که فکر می‌کنند آن‌ها با هم رابطه داشتند بازداشتشان می‌کنند.
بازپرس (سیامک انصاری) که آدم سختگیری است، از آن‌ها سؤال جواب می‌کند. آیدا برای رهایی از سؤال‌ها به دروغ می‌گوید: «ما زن و شوهر هستیم» فقط رسماً عقد نکردند بازپرس یک روز به آن‌ها فرصت می‌دهد تا عقد را رسمی کنند. آن‌ها این کار را انجام می‌دهند و روز بعد سند را آزاد می‌کنند. آن‌ها برای گرفتن طلاق به محضر می‌روند، اما به دلیل فوت عاقد محضر دریادل (داریوش اسدزاده) طلاق انجام نمی‌شود. از طرفی آیدا می‌خواهد تا با مانی (پژمان جمشیدی) ازدواج کند و به کانادا برود و باید ظرف ۱۰ روز آینده این کار را انجام دهد. آن جا به آیدا می‌گویند دست کم ۳ ماه و ۱۰ روز بعد از طلاق می‌تواند ازدواج کند آیدا و داوود تصمیم می‌گیرند تا برای آیدا شناسنامه المثنی بگیرند و برای این کار به آبادان که محل صدور شناسنامه آیدا است باید بروند. از طرفی اَروشا اژدری (آزاده صمدی) هم که نامزد داوود است به همان هتل محل اقامت آن‌ها می‌رود و تصادفاً به اتاق آیدا می‌رود، او دوست و همکلاس آیدا بوده و از روی حلقه آیدا متوجه ماجرا بین داوود و آیدا می‌شود.
داوود موفق می‌شود شناسنامه المثنی برای آیدا بگیرد. اما در این سفر به تدریج این دو به هم علاقه‌مند می‌شوند و در بازگشت به تهران می‌گویند می‌خواهند باهم ازدواج کنند. تا این که پس از شنیدن این خبر، مانی خودکشی می‌کند و آیدا تصمیم می‌گیرد به خاطر مانی با او ازدواج کند و این موضوع را به داوود می‌گوید.
در روز عروسی آیدا، مرجان متوجه می‌شود این خودکشی صحنه‌سازی بوده و مانی به آیدا دروغ گفته، او که موفق به تماس گرفتن با آیدا نمی‌شود به داوود اطلاع می‌دهد. آن‌ها خودشان را به مجلس عروسی می‌رسانند و حقیقت را به آیدا می‌گویند، آیدا بعد از شنیدن حقیقت از ازدواج با مانی منصرف می‌شود و تصمیم به ازدواج با داوود می‌گیرد.

## حاشیه‌های اکران
این فیلم که از نوروز ۱۳۹۵ در سینماهای تهران به نمایش درآمد و بیش از ۱۳ میلیارد تومان فروش داشت (پس از فیلم‌های «فروشنده» و «من سالوادور نیستم» سومین فیلم پرفروش سال بود) 
پس از اتمام نمایش این فیلم در تهران از ادامه نمایش آن جلوگیری شد و به دستور سازمان سینمایی اکران این فیلم در سراسر کشور متوقف شد.
برخی از مراجع تقلید و همچنین علی جنتی، وزیر فرهنگ و ارشاد اسلامی ایران از محتوای این فیلم اعلام نارضایتی کرده بودند.
علی جنتی در دیدار با ناصر مکارم شیرازی، از مراجع تقلید شیعیان در قم گفته است: «فیلم ۵۰ کیلو آلبالو به هیچ عنوان مناسب نبود و اگر از چگونگی این فیلم اطلاع داشتم، اجازه ساخت و اکران به آن نمی‌دادم.»
او صدور پروانه ساخت و نمایش برای این فیلم را «اشتباه» خواند و گفت: «این فیلم فروپاشی و سقوط خانواده را ترویج می‌کند و با آرایش نامناسبِ بازیگران الگوی نامناسبی را ارائه می‌دهد؛ بنابراین من شخصاً مخالف اکران این فیلم هستم. ربطی به مخالفت برخی رسانه‌ها هم ندارد.»
در واکنش به سخنان آقای جنتی، مانی حقیقی، کارگردان فیلم در نامه‌ای سرگشاده خطاب به وزیر ارشاد نوشت که این فیلم تا پیش از آغاز فیلمبرداری سه بار از وزارت ارشاد پروانه ساخت گرفته است.
به گفته او فیلم‌نامه آن «۱۴ اصلاحیه داشته، دوبار توسط شورای پروانه نمایش بازبینی شده و ۱۷ اصلاحیه بر آن اعمال کرده است».
حقیقی در انتهای نامه خود نوشت: «ماجرای تولید و اکران فیلم ۵۰ کیلو آلبالو حاکی از این است که مدیریت فرهنگی کشور من در این زمینه بی‌ضابطه، مغشوش و غیراصولی بوده است. به همین دلیل، من دوستانه و برادرانه از شما تقاضا می‌کنم که کار را به کاردان بسپارید.»
جنجال‌ها و حاشیه‌های ۵۰ کیلو آلبالو فقط به محتوای آن محدود نبود. مصطفی شایسته، تهیه‌کننده این فیلم به دلیل پخش تیزر تبلیغاتی آن از یک شبکه ماهواره‌ای خارج از ایران همراه با تهیه‌کنندگان دو فیلم دیگر به دادگاه احضار شد. به نوشته خبرگزاری فارس در این دادگاه به این تهیه‌کنندگان اخطار داده شد که در صورت «تکرار تخلف» به مدت یک سال از دریافت پروانه ساخت محروم خواهند شد.

## بازیگران
تعداد زیادی از ستارگان سینمای ایران از جمله ساعد سهیلی، آزاده صمدی، هستی مهدوی، علی صادقی، مونا احمدی، مهران غفوریان، افسانه بایگان، فرهاد آییش، بهنوش بختیاری، امید روحانی، هادی کاظمی، سیامک انصاری، مهدی حسینی نیا و  سروش صحت در این فیلم نقش آفرینی کرده اند.
| بازیگر         | نقش                           | توضیحات                       |
| -------------- | ----------------------------- | ----------------------------- |
| ساعد سهیلی     | داوود گرامی                   | پسر مهدی، دوست مجید           |
| هستی مهدوی‌فر   | آیدا صوفی                     | دختر حشمت و فرنگیس            |
| پژمان جمشیدی   | مانی توحیدی                   | نامزد آیدا                    |
| آزاده صمدی     | اروشا اژدری                   | نامزد داوود                   |
| علی صادقی      | مجید                          | دوست داوود                    |
| مونا احمدی     | مرجان مصیبی                   | دوست آیدا                     |
| بهنوش بختیاری  | اکرم                          | همسر دوم مهدی، نامادری داوود  |
| افسانه بایگان  | فرنگیس                        | همسر حشمت، مادر آیدا          |
| فرهاد آئیش     | حشمت صوفی                     | همسر فرنگیس، پدر آیدا         |
| امید روحانی    | مهدی گرامی                    | همسر اکرم، پدر داوود          |
| مانی حقیقی     | اسفندیار نیک‌روش               | پزشک مانی                     |
| هادی کاظمی     | حجت                           | دفتردار                       |
| داریوش اسدزاده | حاج عبدالقادر دریادل          | دفتردار                       |
| سروش صحت       | ارسلان تیموری                 | داماد خلافکار                 |
| سیامک انصاری   | بازپرس                        | بازپرس                        |
| ویشکا آسایش    | شهرزاد مظاهری                 | پذیرش هتل آبادان              |
| نادر سلیمانی   | رانندهٔ آبادانی                | رانندهٔ آبادانی                |
| مهران غفوریان  | رانندهٔ ماتیز                  | رانندهٔ ماتیز                  |
| سروش جمشیدی    | گارسون                        | گارسون                        |
| مجید شهریاری   | مصیبی                         | پدر مرجان                     |
| احمد ایراندوست | کارمند اداره ثبت احوال آبادان | کارمند اداره ثبت احوال آبادان |
| مهدی حسینی نیا |                               | افسر پلیس                     |